# Hot Together
Albums de The Pointer Sisters
Contact
(1985) Serious Slammin'
(1988)
Hot Together est le douzième album studio publié par les Pointer Sisters en novembre 1986 sur le label RCA.
Produit par Richard Perry, Hot Together confirme le déclin commercial du groupe après la période dorée du début des années 80, se classant seulement à la 48e place du Billboard 200 le 3 janvier 1987 et sans obtenir à ce jour de certification par la Recording Industry Association of America.
Le single Goldmine s'est classé le 20 décembre 1986 au Billboard Hot 100 à la 33e position. Un autre single extrait de l'album Hot Together, All I Know Is the Way I Feel, s'est classé à la 93e position le 21 février 1987, toujours au Billboard Hot 100. Le single Mercury Rising s'est classé aux Hot R&B/Hip-Hop Songs atteignant la 49e position le 18 juillet 1987.

## Liste des titres
1. My Life (4:14)
2. Mercury Rising (Andy Goldmark / Bruce Roberts) (4:34)
3. Goldmine (Andy Goldmark / Bruce Roberts) (3:57)
4. All I Know Is the Way I Feel (Jerry Ragovoy /Estelle Levitt) (4:42)
5. Say the World (3:39)
6. Hot Together (Sharon Robinson) (4:11)
7. Sexual Power (Dan Williams) - (3:44)
8. Set Me Free (4:50)
9. Taste (4:57)
10. Eyes Don't Lie (3:38)

## Utilisation médiatique
Le titre éponyme Hot Together issue de l'album a été utilisée dans la deuxième bande-annonce de Grand Theft Auto VI, un jeu développé par Rockstar Games.